# Arroyo Mackinnon
El arroyo Mackinnon (51°52′S 58°43′O / -51.867, -58.717) es un curso fluvial en el centro de la isla Soledad del archipiélago de las Malvinas. Administrativamente pertenece al departamento Islas del Atlántico Sur de la provincia de Tierra del Fuego, Antártida e Islas del Atlántico Sur.
Este arroyo fluye en una dirección  general noroeste-sudeste, y luego gira al sur para desembocar en la costa septentrional del seno Choiseul, en cercanías de la bahía Button; al norte de la isla León Marino y de las islas Samuel.